# KTO Ryś
KTO Ryś (KTO для Kołowy Transporter Opancerzony - літ. Колісна броньована машина; Ryś — польська «Рись») — багатоцільова військова машина 8x8, вироблена компанією Wojskowe Zakłady Motoryzacyjne SA (раніше WZM No. 5), компанією Polish Armaments Group. Автомобіль розроблено на основі шасі та трансмісії бронетранспортера OT-64 SKOT.

## Варіанти

### KTORyś-Med
Броньована машина швидкої допомоги з екіпажем із 3 осіб, здатна транспортувати максимум 4 поранених у розтягнутому положенні. Цей варіант був прийнятий на озброєння сухопутних військ Польщі та використовувався в Іраку та Афганістані.

### КТОAzalia
(Azalia — польське «Азалія) — артилерійська командна машина, призначена для гаубичних підрозділів «Краб».

### ЗСРЗKaktus

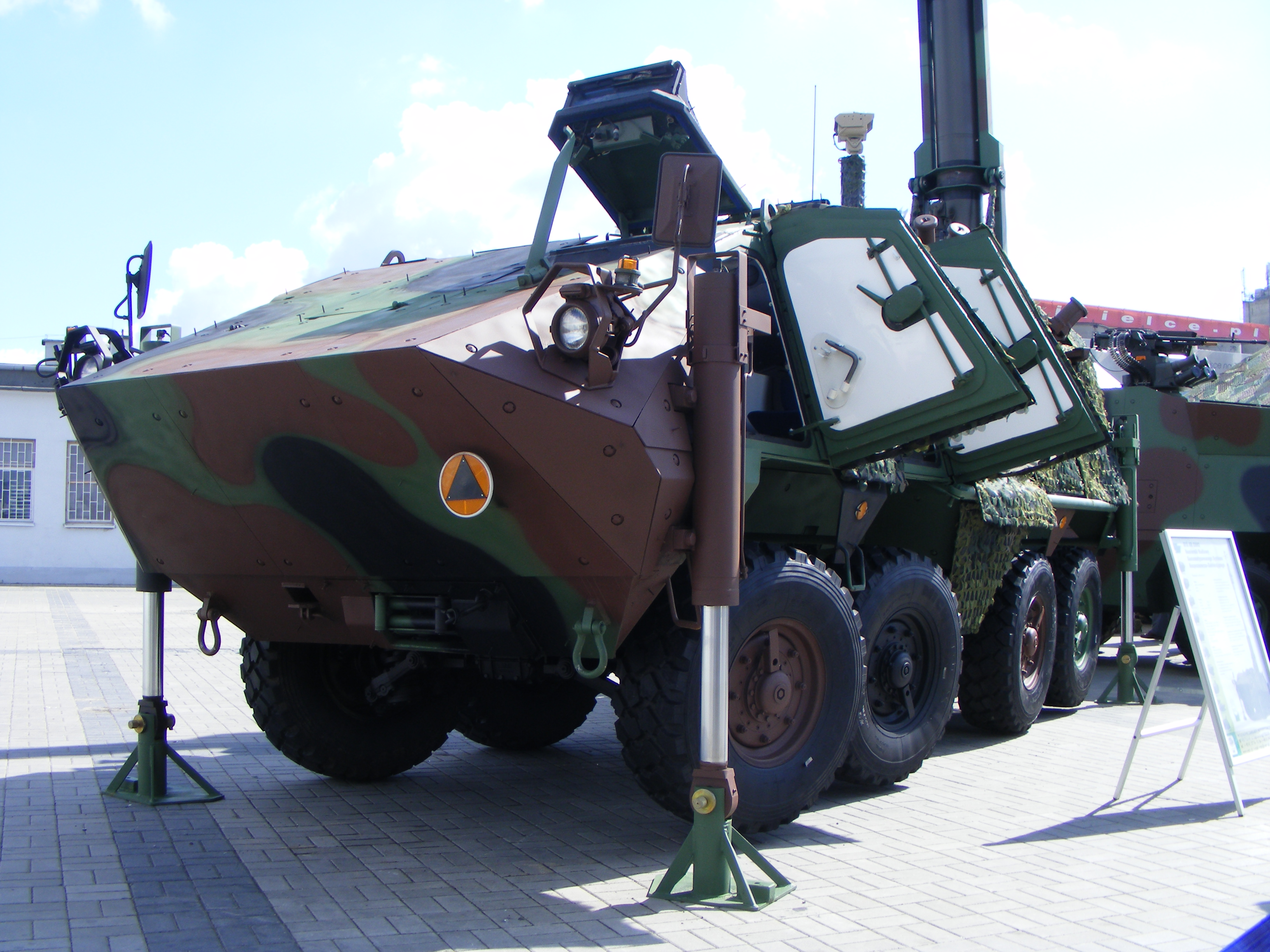
Kaktus

(ZSRZ для Zautomatyzowany System Rozpoznawczo-zakłócający - літ. автоматична система розвідки і постановки перешкод; Kaktus — польська Cactus) — система радіоелектронної боротьби на базі KTO Ryś.

### KTRITuja
(KTRI для Kołowy Transporter Rozpoznania Inżynieryjnego - літ. Колісна інженерна розвідувальна машина; Tuja – польська Thuja) – колісна техніка.

### КТОIrbis
«Ірбіс» — варіант бронетранспортера Ryś з колісною формулою 6х6.

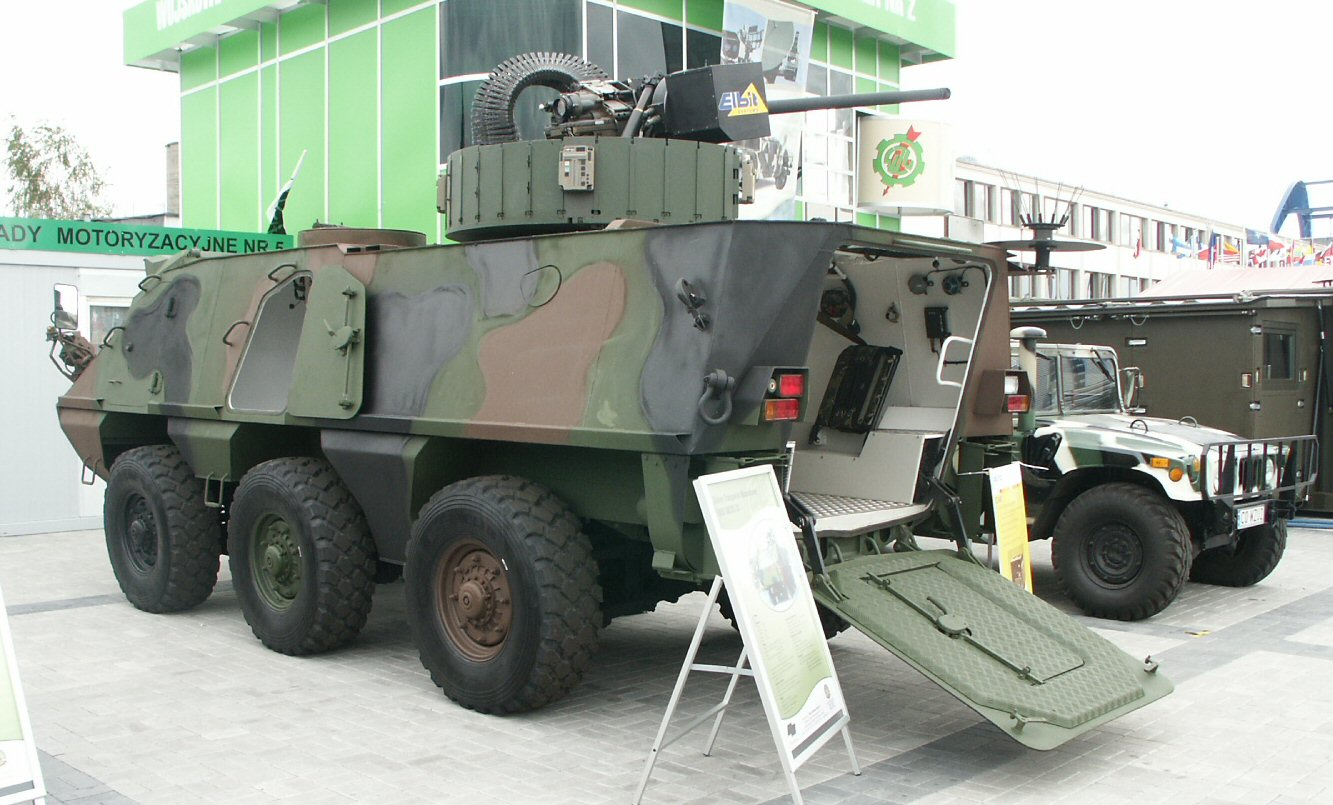
KTO Irbis- 6x6 варіант з RWS доставлено для Elbit
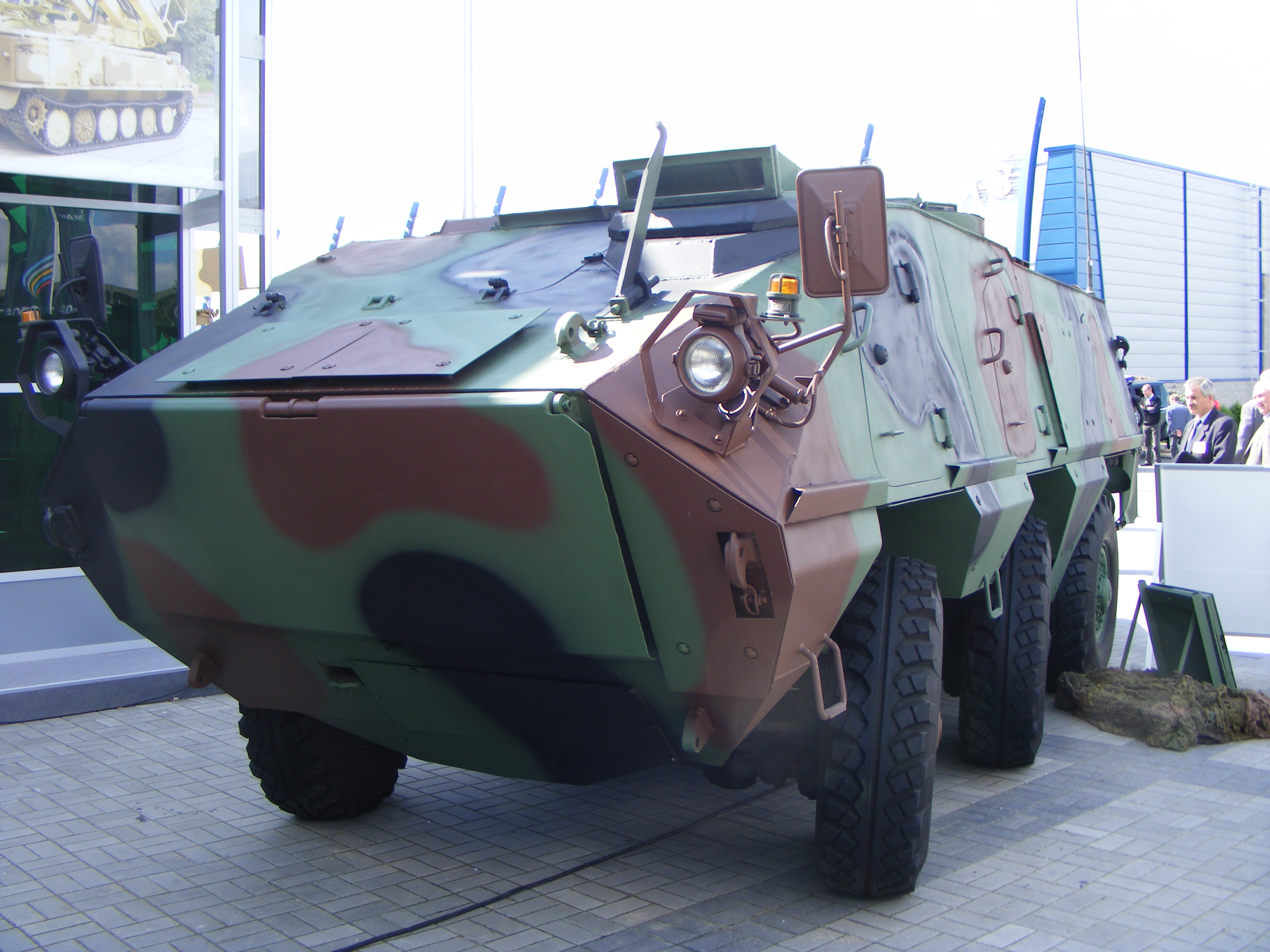
KTO Irbis- багатофункціональний військовий автомобіль

### Інші
На ранніх етапах розробки Ryś був представлений у багатьох варіантах, таких як БТР і БМП з баштами Reihmal E8 або Rafael RCWS-127, мінометний транспортер M98 тощо. Усі ці машини базувалися на першому поколінні машин Ryś, набагато ближчих до оригінального OT-64 SKOT, жодна з цих машин не була прийнята на озброєння, і виробник більше не пропонує їх.